# هستون (کانزاس)
هستون (به انگلیسی: Hesston) شهری در ایالت کانزاس کشور ایالات متحده آمریکا است که جمعیت آن در سرشماری سال ۲۰۱۰ میلادی، ۳٬۷۰۹ نفر بوده‌است.